# With Love and a Major Organ
With Love and a Major Organ (engl. für „Mit Liebe und einem Hauptorgan“)  ist ein romantisches Science-Fiction-Drama von Kim Albright, das  im März 2023 beim South by Southwest Film Festival seine Premiere feierte. Der Film basiert auf einem gleichnamigen Roman von Julia Lederer.

## Handlung
Die Geschichte spielt in einer Welt, in der eine Technologie den Menschen geholfen hat, ihre Gefühle nahezu vollständig zu unterdrücken. Die Versicherungsmaklerin Anabel jedoch hat noch die Kontrolle über ihre Emotionen und trägt viel Liebe in ihrem Herzen. 
Nach einer Reihe verheerender emotionaler Rückschläge reißt die junge Frau ihr Herz aus ihrer Brust und gibt es George, einem Mann, in den sie verliebt ist. Der verschwindet mit diesem. George war bislang genauso gefühlskalt wie die anderen Menschen. Während Anabel ihr Leben nun einfacher findet, beginnt George jetzt alles zu fühlen. Dessen Mutter Mona ist schockiert von seinem neuen Verhalten. Anabel erkennt bald, dass sie ihr Herz zurückbekommen muss, wenn sie überleben will.

## Produktion
Der Film basiert auf dem Roman With Love and a Major Organ  von Julia Lederer, der 2016 bei Scirocco Drama veröffentlicht wurde. Das Buch wiederum basiert auf Lederers gleichnamigen Stück, das 2012 beim Toronto Fringe Festival uraufgeführt wurde, jedoch ein leicht abgewandelte, weniger futuristische Prämisse aufweist. Regie führte Kim Albright, während Lederer selbst ihren Roman für den Film adaptierte. Für Albright handelt es sich um die zweite Regiearbeit bei einem Spielfilm nach Bring Out Your Dead von 2019.
Anna Maguire spielt in der Hauptrolle Anabel. Zuletzt war sie in dem Film Violation von Madeleine Sims-Fewer und Dusty Mancinelli in einer Hauptrolle zu sehen, der im September 2020 beim Toronto International Film Festival seine Premiere feierte. Hamza Haq ist in der Rolle von George zu sehen, dem Anabel ihr Herz schenkt. Veena Sood spielt dessen Mutter Mona. In weiteren Hauptrollen sind Donna Benedicto und Lynda Boyd zu sehen, in Nebenrollen Arghavan Jenati, Enid-Raye Adams, Kerën Burkett, Ryan Beil und Laara Sadiq.
Die Dreharbeiten fanden zu Beginn des Jahres 2022 im kanadischen Vancouver statt. Als Kameramann fungierte Leonardo Harim.
Die Filmmusik komponierte Jeremy Wallace Maclean.
Die Weltpremiere erfolgte am 12. März 2023 beim South by Southwest Film Festival. Im Juli 2023 wurde er beim Fantasia International Film Festival gezeigt. Ende Juni 2024 wurde With Love and a Major Organ beim Filmfest München vorgestellt.

## Rezeption

### Kritiken
Von den bei Rotten Tomatoes aufgeführten Kritiken sind 87 Prozent positiv.

### Auszeichnungen
Cleveland International Film Festival 2024
- Nominierung als Bester Spielfilm im International Narrative Competition[10]

Leo Awards 2024
- Nominierung als Bester Film (Madeleine Davis, Carol Whiteman, Lori Lozinski und Nessa Aref)
- Nominierung für die Beste Regie – Spielfilm (Kim Albright)
- Auszeichnung für die Beste Kamera – Spielfilm (Leo Harim)
- Nominierung für die Besten Kostüme – Spielfilm (Nicole McCormick Swan)
- Nominierung für die Beste Nebenrolle – Spielfilm (Veena Sood)[11]

South by Southwest Film Festival 2023
- Nominierung für den Adam Yauch Hörnblowér Award (Kim Albright)

Whistler Film Festival 2023
- Nominierung als Bester kanadischer Spielfilm im Borsos Competition (Kim Albright)
- Auszeichnung mit dem Director Award im Borsos Competition (Kim Albright)[12][13]